# Maria Kljoendikova
Maria Aleksejevna Kljoendikova (Russisch: Мария Алексеевна Клюндикова; geboortenaam: Вадеева; Vadejeva) (Moskou, 16 juli 1998) is een Russisch basketbalspeelster die uitkomt voor het nationale team van Rusland. Ze kreeg de onderscheiding Meester in de sport van Rusland.

## Carrière
Kljoendikova begon haar carrière in 2012 bij Spartak Oblast Moskou Vidnoje. In 2016 ging Vadejeva spelen voor Dinamo Koersk. Met die club won Kljoendikova in 2017 de EuroLeague Women door in de finale Fenerbahçe uit Turkije met 77-63 te verslaan. Ook werd ze tweede om het Landskampioenschap van Rusland. Met Dinamo won ze de FIBA Europe SuperCup Women in 2017 door Yakın Doğu Üniversitesi uit Turkije met 84-73 te verslaan. In 2018 ging ze ook spelen in de WNBA voor de Los Angeles Sparks. In 2018 stapte ze over naar UMMC Jekaterinenburg. In 2018 won ze ook de FIBA Europe SuperCup Women van Galatasaray uit Turkije met 79-40. In 2019 won Kljoendikova met UMMC de finale om de EuroLeague Women. Ze wonnen van haar oude club, Dinamo Koersk uit Rusland met 91-67. Ook won ze met UMMC het Landskampioenschap van Rusland en werd ze Bekerwinnaar van Rusland in 2019, 2023, 2024 en 2025. Ook won ze in 2019 de FIBA Europe SuperCup Women van Nadezjda Orenburg uit Rusland met 87-67. In 2021 won ze de finale om de EuroLeague Women. Ze wonnen van Perfumerías Avenida uit Spanje met 78-68. In 2025 ging ze weer spelen voor de Los Angeles Sparks in de WNBA.

## Privé
De vader van Maria is Aleksej Vadejev die ook basketbalspeler was. Haar moeder is Olga Vadejeva (Melnikova) die ook basketbalspeler was voor Dinamo Moskou en CSKA Moskou.

## Erelijst
- Landskampioen Rusland: 4
  - Winnaar: 2019, 2020, 2021, 2023
  - Tweede: 2013, 2017, 2018, 2022
- Bekerwinnaar Rusland: 5
  - Winnaar: 2018, 2019, 2023, 2024, 2025
  - Runner-up: 2013, 2015, 2016, 2017, 2020
- EuroLeague Women: 3
  - Winnaar: 2017, 2019, 2021
- FIBA Europe SuperCup Women: 3
  - Winnaar: 2017, 2018, 2019
  - Runner-up: 2021

## Externe links

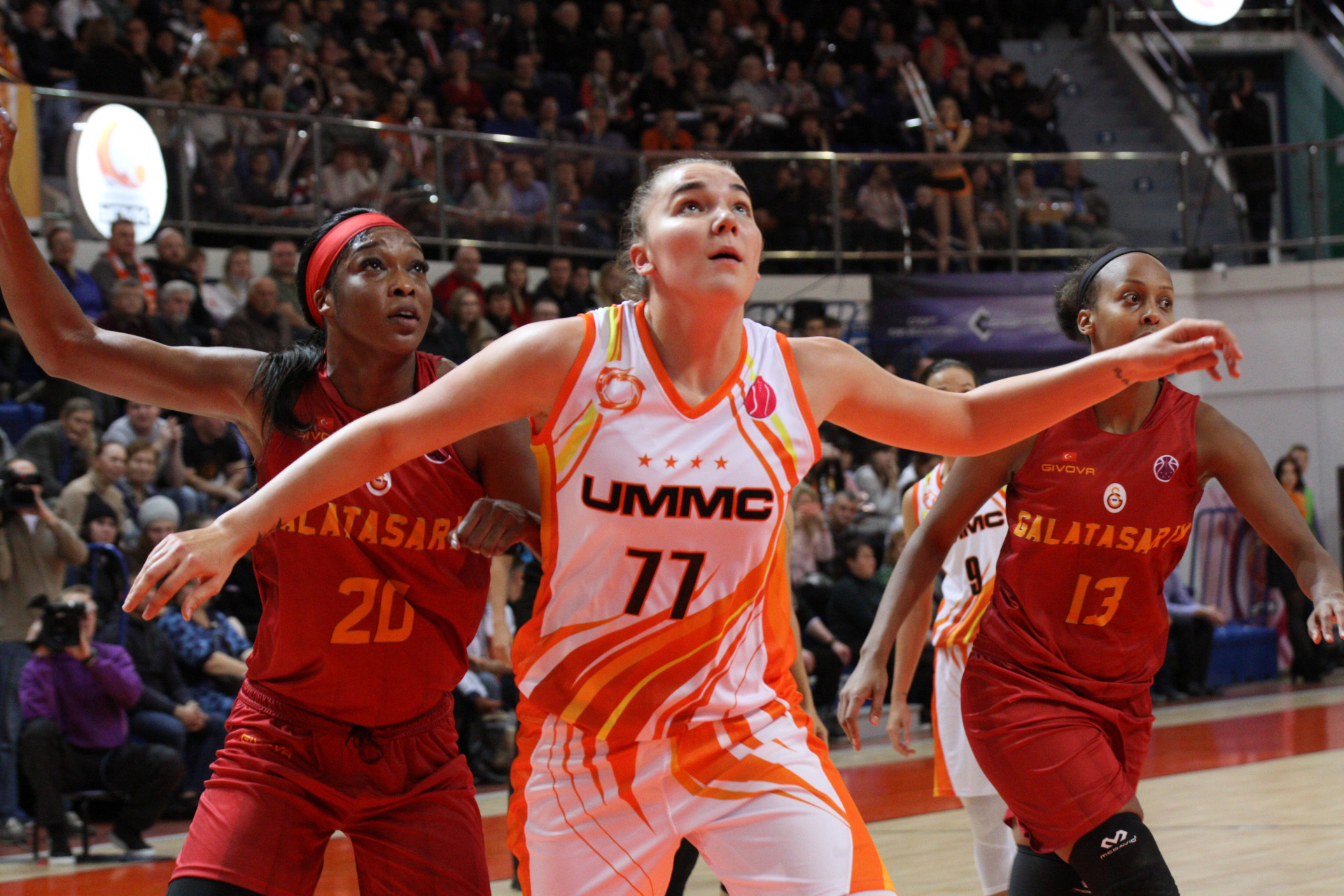
Maria Vadejeva bij UMMC.

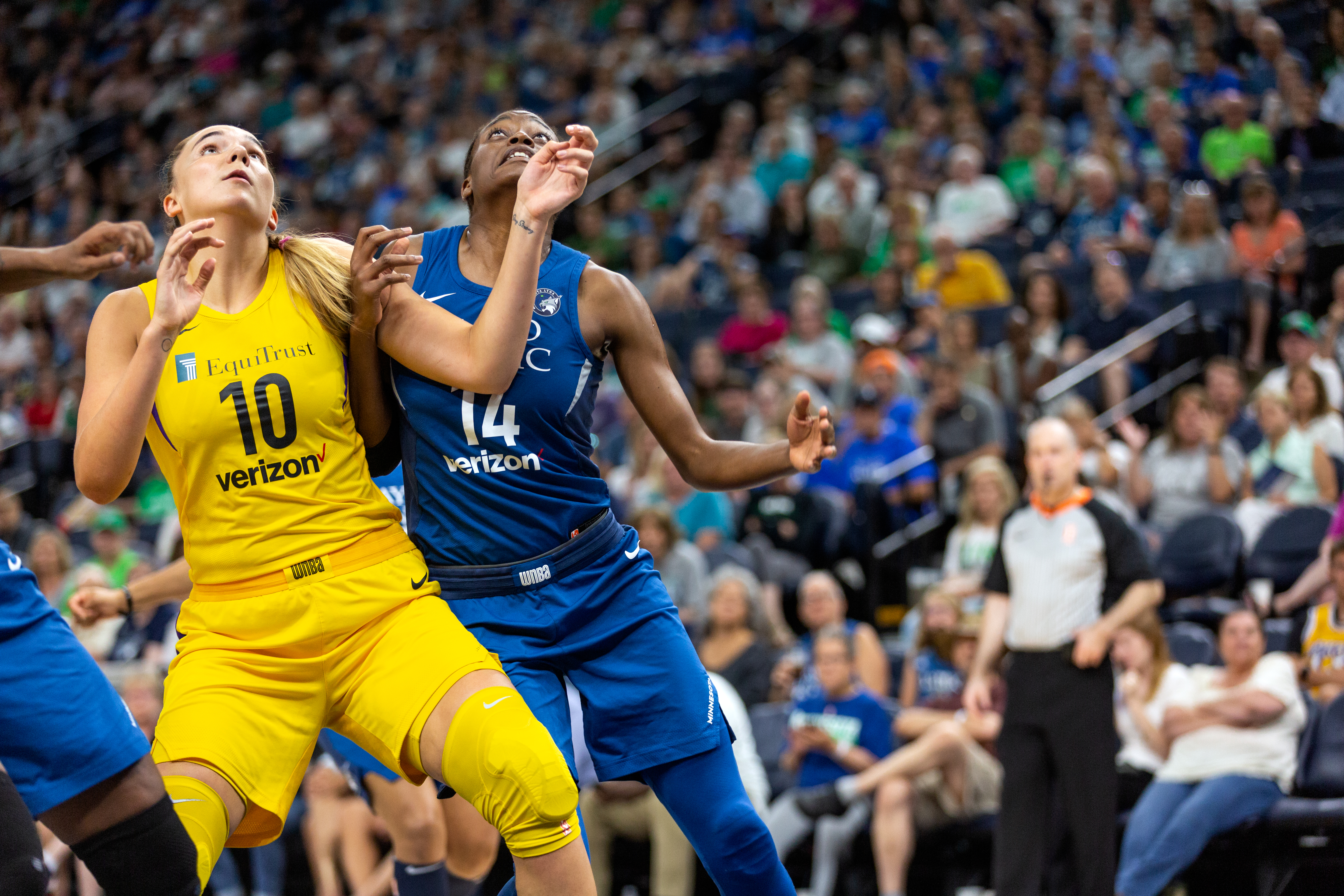
Maria Vadejeva bij Los Angeles Sparks.